# 1er corps d'armée (Allemagne)
Pour les articles homonymes, voir 1er corps d'armée.
Le 1er corps d'armée (en allemand : I. Armeekorps) était un corps d'armée de l'armée de terre allemande : la Heer au sein de la Wehrmacht pendant la Seconde Guerre mondiale.

## Hiérarchie des unités
| Nom          | Nbre d'hommes       | Unités subalternes                | Grade de commandement                 |
| ------------ | ------------------- | --------------------------------- | ------------------------------------- |
| Heeresgruppe | + 300 000           | 2 à + Armeen (Armées)             | Generaloberst ou Generalfeldmarschall |
| Armee        | + 100 000 - 300 000 | 2 à + Armeekorps (Corps d'armées) | General ou Generaloberst              |
| Armeekorps   | + 30 000 - 80 000   | 2 à + Divisionen (Division)       | Generalleutnant ou General            |
| Division     | + 10 000 – 20 000   | 2 à 6 Brigaden (Brigade)          | Generalmajor ou Generalleutnant       |
| Brigade      | + 3 000 – 5 000     | jusqu'à 3 Regimentern (Régiment)  | Oberst ou Generalmajor                |

## Historique
Le 1er corps d'armée est fondé à partir du 1er octobre 1934 avec le personnel d'origine de la 1re division de la Reichswehr, situé à Königsberg dans le Wehrkreis I.
Au printemps 1935, l'état-major forme le Generalkommando I. Armeekorps. Le 26 août 1939, il est  mobilisé. 

Le 1er corps d'armée participe à l'invasion de la Pologne, et aux batailles de Mlawa, Chorzele, Narew, Pultusk, Soldau, Wyszkow Kaluszyn et Prague.

## Organisation

### Commandants successifs
| Date                                 | Grade                  | Commandant              |
| ------------------------------------ | ---------------------- | ----------------------- |
| Création - 1er avril 1937            | General der Artillerie | Walther von Brauchitsch |
| 1er avril 1937 - 26 août 1939        | General der Artillerie | Georg von Küchler       |
| 26 août 1939 - 25 octobre 1939       | General der Artillerie | Walter Petzel           |
| 26 octobre 1939 - 3 mars 1943        | General der Infanterie | Kuno-Hans von Both      |
| 3 mars 1943 - 31 mars 1943           | General der Kavallerie | Philipp Kleffel         |
| 1er avril 1943 - 14 août 1943        | General der Infanterie | Otto Wöhler             |
| 15 août 1943 - 17 septembre 1943     | General der Kavallerie | Philipp Kleffel         |
| 17 septembre 1943 - 31 décembre 1943 | General der Infanterie | Martin Grase            |
| 1er janvier 1944 - 20 janvier 1944   | General der Infanterie | Carl Hilpert            |
| 20 janvier 1944 - 1er mai 1944       | Generalleutnant        | Walter Hartmann         |
| 1er mai 1944 - 1er août 1944         | General der Infanterie | Carl Hilpert            |
| 1er août 1944 - 20 janvier 1945      | General der Infanterie | Theodor Busse           |
| 20 janvier 1945 - 20 avril 1945      | General der Infanterie | Friedrich Fangohr       |
| 21 avril 1945 - 8 mai 1945           | Generalleutnant        | Christian Usinger       |

### Chef des Generalstabes
| Date                                | Grade               | Commandant                        |
| ----------------------------------- | ------------------- | --------------------------------- |
| Création - 15 octobre 1935          | Oberst i.G.         | Erich Hoepner                     |
| ? 1935 - 10 novembre 1938           | Generalmajor        | Karl-Adolf Hollidt                |
| 10 novembre 1938 - Août 1939        | Generalmajor        | Herbert von Böckmann              |
| 26 août 1939 - Septembre 1940       | Oberst i.G.         | Walter Weiß                       |
| Septembre 1940 - Décembre 1940      | Oberstleutnant      | Paul Scheuerpflug                 |
| 10 décembre 1940 - 26 novembre 1941 | Oberst i.G          | Otto von Kries                    |
| 28 novembre 1941 - 26 décembre 1941 | Oberst i.G          | Jobst Freiherr von Hanstein       |
| 28 décembre 1941 - 7 mai 1942       | Oberst i.G          | Ernst-Anton von Krosigk           |
| 7 mai 1942 - 18 juin 1942           | Oberstleutnant i.G. | Joachim Ziegler (en)              |
| 18 juin 1942 - 20 juin 1942         | Oberst i.G.         | Ernst-Anton von Krosigk           |
| 20 juin 1943 - 5 mars 1944          | Oberst i.G          | Bernhard von Chevallerie          |
| 5 mars 1944 - Avril 1945            | Oberst i.G          | Heinz von Ziegler und Klipphausen |
| Avril 1945 - Mai 1945               | Oberst i.G.         | Bolko von der Heyde               |

### 1. Generalstabsoffizier (Ia)
| Date                                 | Grade               | Commandant        |
| ------------------------------------ | ------------------- | ----------------- |
| Création - 12 octobre 1937           | Oberst i.G.         | Karl Allmendinger |
| 12 octobre 1937 - 26 août 1939       | Oberstleutnant i.G. | Herbert Wagner    |
| 26 août 1939 - 24 septembre 1940     | Oberstleutnant i.G. | Wolfgang Bucher   |
| 24 septembre 1940 - 20 novembre 1940 | ?                   | ?                 |
| 20 novembre 1940 - 23 juin 1942      | Major i.G.          | Helmut Weber      |
| 24 juin 1942 - 10 mars 1943          | Major i.G.          | Simon             |
| 10 mars 1943 - 15 décembre 1943      | Major i.G.          | Brennecke         |
| 15 décembre 1943 - 25 juin 1944      | Major i.G.          | Wolfgang Kettner  |
| 25 juin 1944 - 10 janvier 1945       | Major i.G.          | Gerd Dittmar      |
| 10 janvier 1945 - ? avril 1945       | Major i.G.          | Bensien           |
| ? avril 1945 - 15 avril 1945         | Major i.G.          | Fehler            |
| 15 avril 1945 - ? avril 1945         | Major i.G.          | Eduard Kisker     |
| 1er mai 1945 - 8 mai 1945            | Major i.G.          | Richard Willig    |

## Théâtres d'opérations
- Pologne : septembre 1939-mai 1940
- France : mai 1940-juin 1941
- Front de l'Est, secteur Nord, siège de Léningrad : juin 1941-octobre 1944
- Poche de Courlande : octobre 1944-mai 1945

## Ordre de batailles

### Rattachement d'armées
| Date         | Armée                             | Groupe d'armées                      |
| ------------ | --------------------------------- | ------------------------------------ |
| 1939         |                                   |                                      |
| 26 août      | 3. Armee                          | Groupe d'armées Nord                 |
| 9 octobre    | Grenzabschnitt Nord bzw. 3. Armee | Groupe d'armées Nord                 |
| 31 octobre   | 6. Armee                          | Groupe d'armées B                    |
| 1940         |                                   |                                      |
| 1er janvier  | 6. Armee                          | Groupe d'armées B                    |
| 20 mai       | 4. Armee                          | Groupe d'armées B                    |
| 21 juin      | 18. Armee                         | Groupe d'armées B                    |
| 3 juillet    | 7. Armee                          | Groupe d'armées B                    |
| 13 septembre | 18. Armee                         | Groupe d'armées B                    |
| 1941         |                                   |                                      |
| 1er janvier  | 18. Armee                         | Groupe d'armées B                    |
| 22 avril     | 18. Armee                         | Groupe d'armées C                    |
| 22 juin      | 18. Armee                         | Groupe d'armées Nord                 |
| 15 juillet   | Panzergruppe 4                    | Groupe d'armées Nord                 |
| 28 juillet   | 16. Armee                         | Groupe d'armées Nord                 |
| 3 décembre   | 18. Armee                         | Groupe d'armées Nord                 |
| 1942         |                                   |                                      |
| 1er janvier  | 18. Armee                         | Groupe d'armées Nord                 |
| 1943         |                                   |                                      |
| 1er janvier  | 18. Armee                         | Groupe d'armées Nord                 |
| 15 septembre | 18. Armee                         | Heeresgruppe zur Verfügung (z. Vfg.) |
| 8 octobre    | 16. Armee                         | Groupe d'armées Nord                 |
| 1944         |                                   |                                      |
| 1er janvier  | 16. Armee                         | Groupe d'armées Nord                 |
| Octobre      | 18. Armee                         | Groupe d'armées Nord                 |
| 1945         |                                   |                                      |
| 1er janvier  | 18. Armee                         | Groupe d'armées Nord                 |
| 25 janvier   | 18. Armee                         | Groupe d'armées Courlande            |

### Unités subordonnées
4 janvier 1939
- 1re division d'infanterie
- 11e division d'infanterie
- 21e division d'infanterie
- 1. Kavallerie-Brigade

1er septembre 1939
- 11. Infanterie-Division
- 61. Infanterie-Division
- Panzer-Division "Kempf"
- Grenzschutz-Abschnitts-Kommando 15

15 avril 1940
- 1. Infanterie-Division
- 11. Infanterie-Division
- 223. Infanterie-Division

1er décembre 1940
- 1. Infanterie-Division
- 11. Infanterie-Division

1er janvier 1941
- 1. Infanterie-Division
- 21. Infanterie-Division
- 32. Infanterie-Division

22 février 1941
- 1. Infanterie-Division
- 21. Infanterie-Division
- 32. Infanterie-Division
- 61. Infanterie-Division

10 avril 1941
- 1. Infanterie-Division
- 11. Infanterie-Division
- 21. Infanterie-Division
- 269. Infanterie-Division
- 290. Infanterie-Division

20 avril 1941
- 1. Infanterie-Division
- 11. Infanterie-Division
- 21. Infanterie-Division

17 juillet 1941
- 11. Infanterie-Division
- 21. Infanterie-Division

31 juillet 1941
- 11. Infanterie-Division
- 21. Infanterie-Division
- 126. Infanterie-Division

27 août 1941
- 11. Infanterie-Division
- 18. Infanterie-Division (mot)
- 21. Infanterie-Division
- 126. Infanterie-Division

16 octobre 1941
- 11. Infanterie-Division
- 96. Infanterie-Division
- 126. Infanterie-Division
- 227. Infanterie-Division
- 254. Infanterie-Division
- 7. Flieger-Division

29 novembre 1941
- 1. Infanterie-Division
- 11. Infanterie-Division
- 21. Infanterie-Division
- 96. Infanterie-Division
- 126. Infanterie-Division
- 223. Infanterie-Division
- 227. Infanterie-Division
- 254. Infanterie-Division
- 7. Flieger-Division

13 décembre 1941
- 11. Infanterie-Division
- 21. Infanterie-Division
- 254. Infanterie-Division
- 291. Infanterie-Division

4 février 1942
- 11. Infanterie-Division
- 21. Infanterie-Division
- 61. Infanterie-Division
- 215. Infanterie-Division
- 254. Infanterie-Division
- 291. Infanterie-Division
- Brigade Köchling

10 mai 1942
- 20. Infanterie-Division
- 61. Infanterie-Division
- 121. Infanterie-Division
- 215. Infanterie-Division
- 254. Infanterie-Division
- 291. Infanterie-Division

5 juin 1942
- 1. Infanterie-Division
- 61. Infanterie-Division
- 121. Infanterie-Division
- 215. Infanterie-Division
- 254. Infanterie-Division
- 291. Infanterie-Division
- SS-Polizei-Division

9 juillet 1942
- 1. Infanterie-Division
- 61. Infanterie-Division
- 215. Infanterie-Division
- 254. Infanterie-Division
- 291. Infanterie-Division

22 juillet 1942
- 1. Infanterie-Division
- 61. Infanterie-Division
- 254. Infanterie-Division
- 291. Infanterie-Division

14 août 1942
- 1. Infanterie-Division
- 61. Infanterie-Division
- 215. Infanterie-Division
- 254. Infanterie-Division

14 septembre 1942
- 1. Infanterie-Division
- 61. Infanterie-Division
- 254. Infanterie-Division
- 291. Infanterie-Division

14 novembre 1942
- 1. Infanterie-Division
- 28. Jäger-Division

22 décembre 1942
- 24. Infanterie-Division
- 121. Infanterie-Division
- 28. Jäger-Division

11 janvier 1943
- 24. Infanterie-Division
- 121. Infanterie-Division
- 28. Jäger-Division
- 13. Luftwaffen-Feld-Division

24 janvier 1943
- 24. Infanterie-Division
- 121. Infanterie-Division
- 13. Luftwaffen-Feld-Division

24 février 1943
- 227. Infanterie-Division
- 13. Luftwaffen-Feld-Division

15 octobre 1943
- 58. Infanterie-Division
- 69. Infanterie-Division
- 122. Infanterie-Division
- 263. Infanterie-Division

24 novembre 1943
- 32. Infanterie-Division
- 58. Infanterie-Division
- 69. Infanterie-Division
- 122. Infanterie-Division
- 290. Infanterie-Division

26 décembre 1943
- 23. Infanterie-Division
- 24. Infanterie-Division
- 32. Infanterie-Division
- 58. Infanterie-Division
- 69. Infanterie-Division
- 93. Infanterie-Division
- 122. Infanterie-Division
- 205. Infanterie-Division
- 218. Infanterie-Division
- 263. Infanterie-Division
- 290. Infanterie-Division
- 329. Infanterie-Division
- 207. Sicherungs-Division
- 281. Sicherungs-Division

15 février 1944
- 32. Infanterie-Division
- 87. Infanterie-Division
- 122. Infanterie-Division
- 132. Infanterie-Division
- 290. Infanterie-Division

15 mars 1944
- 87. Infanterie-Division
- 205. Infanterie-Division
- 281. Sicherungs-Division
- Gruppe Domanski

14 avril 1944
- 87. Infanterie-Division
- 132. Infanterie-Division
- 205. Infanterie-Division

15 mai 1944
- 24. Infanterie-Division
- 87. Infanterie-Division
- 205. Infanterie-Division
- 389. Infanterie-Division
- 281. Sicherungs-Division

1er juin 1944
- 7. Infanterie-Division
- 205. Infanterie-Division
- 281. Sicherungs-Division

16 septembre 1944
- 205. Infanterie-Division
- 215. Infanterie-Division
- 263. Infanterie-Division
- 290. Infanterie-Division
- 281. Sicherungs-Division
- Panzer-Brigade 101

1er mars 1945
- 132e division d'infanterie
- 218e division d'infanterie

## Sources
- (de) I. Armeekorps sur lexikon-der-wehrmacht.de